# Citharognathus hosei
Citharognathus hosei é uma espécie de aranha pertencente à família Theraphosidae. Endêmica da ilha de Bornéu.